# Kızılkapı, Niğde
Kızılkapı là một xã thuộc huyện Bor, tỉnh Niğde, Thổ Nhĩ Kỳ. Dân số thời điểm năm 2011 là 70 người.